# Diaphorus insufficiens
Diaphorus insufficiens är en tvåvingeart som beskrevs av Charles Howard Curran 1925. Diaphorus insufficiens ingår i släktet Diaphorus och familjen styltflugor. Inga underarter finns listade i Catalogue of Life.